# Tosterön
Tosterön é uma ilha do lago Mälaren, no centro leste da Suécia.
Está separada da terra firme por um estreito com 1 km de largura, e localizada em frente da cidade de Strängnäs.
Hoje em dia está ligada à ilha de Aspön.
Pertence à comuna de Strängnäs, na província histórica da Södermanland.
Tem uma área de 66 km 2.